# Suvereni
Suvereni (kraitca S.) je slovenska zunajparlamentarna politična stranka, ki jo je s somišljeniki ustanovil nekdanji poslanec SDS in pravnik Dejan Kaloh. Ustanovni kongres je potekal 20. junija 2025 v Mariboru, na njem je bil Kaloh izvoljen za predsednika stranke.

## Zgodovina

### Ozadje nastanka
Ustanovitelj stranke Dejan Kaloh je bil februarja 2024 kot poslanec Slovenske demokratske stranke eden od treh članov poslanske skupine, ki ni podpisal zaveze, da bo do konca mandata sodeloval kot član in poslanec stranke. Ta je svojo odločitev pojasnil z besedami, da »zastopa interese volivcev« ter da »razmišlja s svojo glavo«, predsednik Janša pa je v odzivu povedal, da »očitno nastaja samostojna poslanska skupina iz poslancev, ki ne sledijo več volji volivcev, ki so jih izvolili«.
Oktobra 2024 sta Anže Logar in Eva Irgl izstopila iz SDS in napovedala ustanovitev nove stranke. Ugibalo se je, da bo enako storil tudi Kaloh in tako omogočil nastanek poslanske skupine novonastale stranke, za katero so potrebno minimalno trije poslanci, kar je 19. oktobra tudi storil in napovedal priključitev novi stranki Demokrati. Tik pred kongresom novembra 2024 pa je med Logarjem in Kalohom prišlo do ostrega osebnega spora in ustanovnega kongresa se Kaloh ni udeležil. Nekaj dni po nastanku Demokratov je v odprtem pismu Logarja obtožil, da je »izkoriščevalski antidemokrat in vnaprejšnja prevara volivcev.« Na drugi strani mu je Logar očital, da je članstvo pogojeval s podpredsedniško funkcijo, kar je Kaloh zanikal, saj da »bi bilo nečastno vstopiti v takšno lažno politično zgodbo.«
29. januarja 2025 je Dejan Kaloh napovedal ustanovitev nove stranke Suvereni, ki naj bi postala glas zavednih Slovencev in suverenosti naroda. Stranka je nastajala pol leta, pri pisanju programa sta sodelovala tudi jezikoslovec Marko Jesenšek in ekonomist Jože P. Damijan. Ustanovni kongres se je deloma v živo in deloma na daljavo odvil v petek, 20. junija 2025.

## Organi stranke
- Predsednik stranke: Dejan Kaloh
- Podpredsedniki stranke: Ksenija Vaš, Roman Križnjak, Sebastijan Holcman, Peter Ostrež, Drago Lešnik
- Predsednik sveta: Nino Kac
- Generalni sekretar: TBA
- Izvršilni odbor: TBA
- Svet stranke: TBA